# نوکیا ۵۲۲۰
نوکیا ۵۲۲۰ یک‌نمونه از گوشی‌های تلفن همراه سری ۵۰۰۰ شرکت نوکیا می‌باشد که توسط همین شرکت به بازار عرضه شده‌است.

## نگارخانه

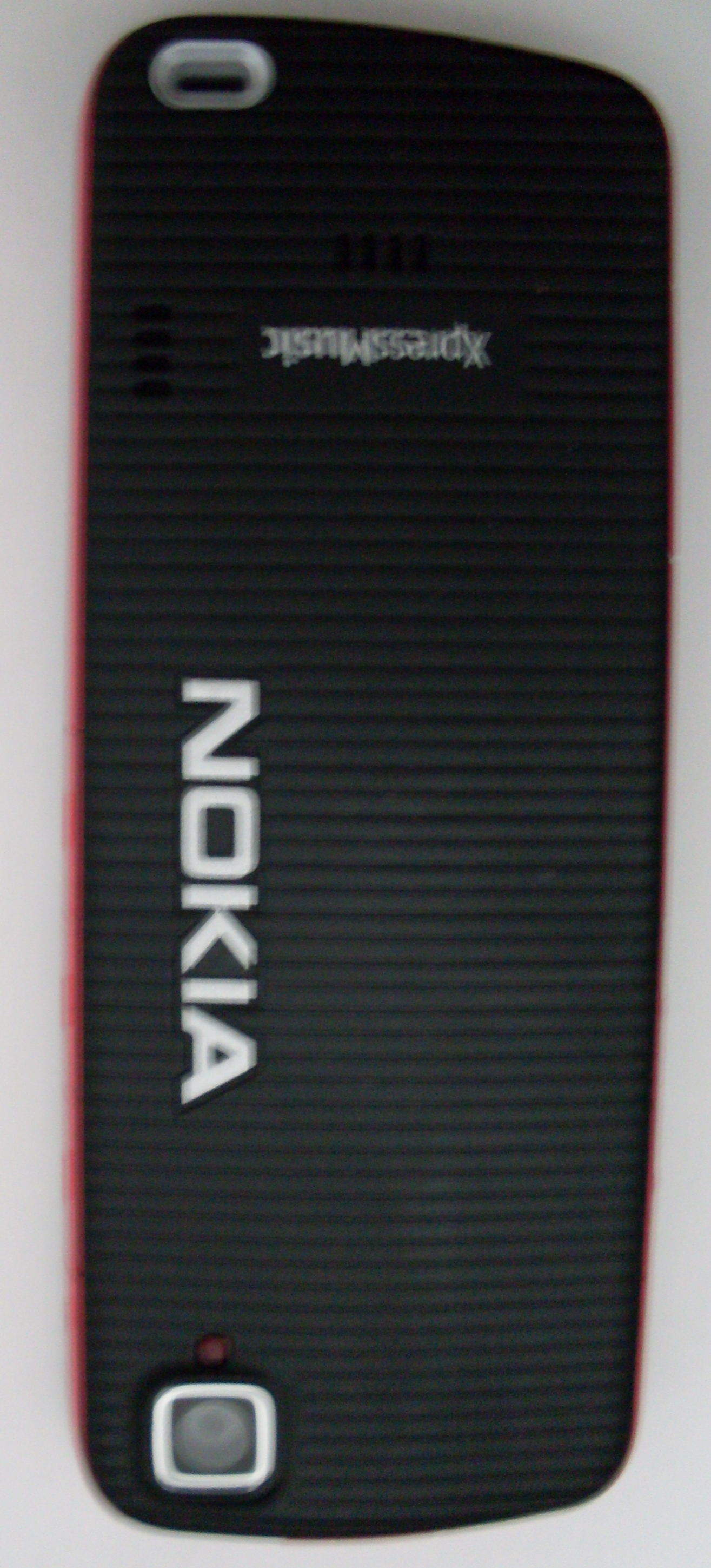
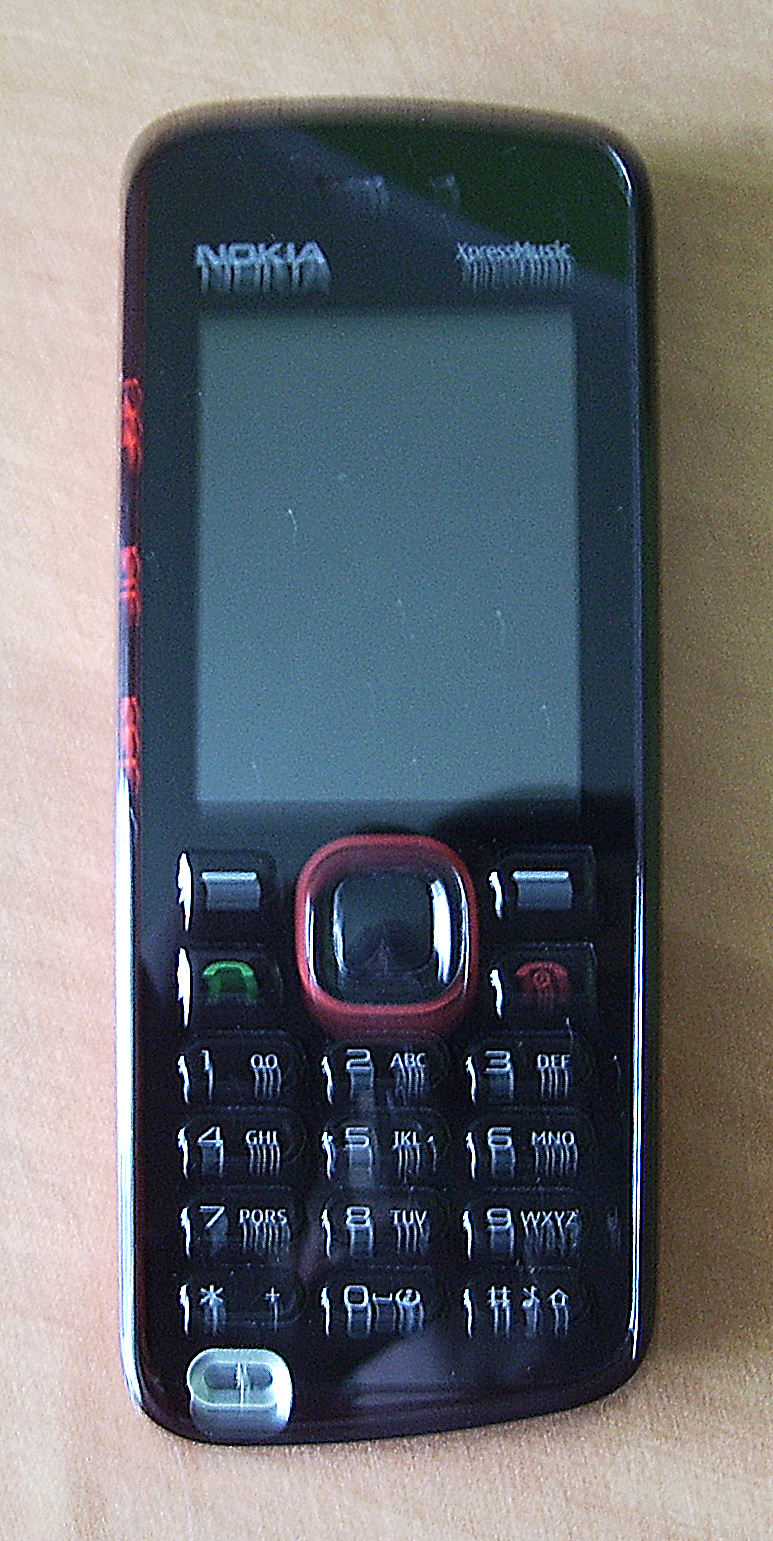